# 2015 Kachuevskaya
2015 Kachuevskaya eller 1972 RA3 är en asteroid i huvudbältet som upptäcktes den 4 september 1972 av den sovjetisk-ryska astronomen Ljudmila Zjuravljova vid Krims astrofysiska observatorium på Krim. Den har fått sitt namn efter Natalja Katjujevskaja (1922–1942) som dog i försvaret av Stalingrad.
Asteroiden har en diameter på ungefär elva kilometer.